# Uruguay op het wereldkampioenschap voetbal 2010
Uruguay was een van de deelnemende landen aan het wereldkampioenschap voetbal 2010 in Zuid-Afrika. Het Zuid-Amerikaanse land nam voor de elfde keer in de geschiedenis deel aan de WK-eindronde. Uruguay won het WK twee keer, in 1930 en in 1950. Op 4 december 2009 werd de loting verricht voor de poule-indeling van de nationale elftallen. Uruguay belandde in groep A samen met Zuid-Afrika, Mexico en Frankrijk.

## WK-kwalificatie
Alle landen speelden een reguliere competitie met een uit- en een thuiswedstrijd. Elk land speelde dus achttien wedstrijden. De vier hoogst geklasseerde landen kwalificeerden zich rechtstreeks voor de WK-eindronde. De nummer vijf speelde in een beslissingswedstrijd tegen de nummer vier van Noord- en Midden-Amerika en het Caribisch gebied (CONCACAF) om één plaats in de eindronde.

### Wedstrijden
|                 |                                                                                          |       |         |                                                                                        |
| 13 oktober 2007 | Uruguay                                                                                  | 5 – 0 | Bolivia | Estadio Centenario, Montevideo Toeschouwers: 25.200 Scheidsrechter: Rubén Selman (CHI) |
| 13 oktober 2007 | Luis Suárez 4' Diego Forlán 38' Sebastián Abreu 48' Vicente Sánchez 67' Carlos Bueno 83' |       |         | Estadio Centenario, Montevideo Toeschouwers: 25.200 Scheidsrechter: Rubén Selman (CHI) |

|                 |                   |       |         |                                                                                                   |
| 17 oktober 2007 | Paraguay          | 1 – 0 | Uruguay | Estadio Defensores del Chaco, Asunción Toeschouwers: 23.200 Scheidsrechter: Héctor Baldassi (ARG) |
| 17 oktober 2007 | Nelson Valdez 15' |       |         | Estadio Defensores del Chaco, Asunción Toeschouwers: 23.200 Scheidsrechter: Héctor Baldassi (ARG) |

|                  |                                     |       |                              |                                                                                           |
| 18 november 2007 | Uruguay                             | 2 – 2 | Chili                        | Estadio Centenario, Montevideo Toeschouwers: 35.000 Scheidsrechter: Sergio Pezzotta (ARG) |
| 18 november 2007 | Luis Suárez 42' Sebastián Abreu 81' |       | 59' 70' (pen.) Marcelo Salas | Estadio Centenario, Montevideo Toeschouwers: 35.000 Scheidsrechter: Sergio Pezzotta (ARG) |

|                  |                                   |       |                    |                                                                                          |
| 21 november 2007 | Brazilië                          | 2 – 1 | Uruguay            | Estádio do Morumbi, São Paulo Toeschouwers: 70.000 Scheidsrechter: Héctor Baldassi (ARG) |
| 21 november 2007 | Luís Fabiano 45' Luís Fabiano 64' |       | 9' Sebastián Abreu | Estádio do Morumbi, São Paulo Toeschouwers: 70.000 Scheidsrechter: Héctor Baldassi (ARG) |

|              |                  |       |                   |                                                                                            |
| 14 juni 2008 | Uruguay          | 1 – 1 | Venezuela         | Estadio Centenario, Montevideo Toeschouwers: 41.831 Scheidsrechter: Alfredo Intriago (ECU) |
| 14 juni 2008 | Diego Lugano 12' |       | 55' Ronald Vargas | Estadio Centenario, Montevideo Toeschouwers: 41.831 Scheidsrechter: Alfredo Intriago (ECU) |

|              |                                                                                      |       |      |                                                                                      |
| 17 juni 2008 | Uruguay                                                                              | 6 – 0 | Peru | Estadio Centenario, Montevideo Toeschouwers: 20.016 Scheidsrechter: Pablo Pozo (CHI) |
| 17 juni 2008 | Diego Forlán 8' 37' (pen.) 56' Carlos Bueno 61' Carlos Bueno 69' Sebastián Abreu 90' |       |      | Estadio Centenario, Montevideo Toeschouwers: 20.016 Scheidsrechter: Pablo Pozo (CHI) |

|                  |          |                      |         |                                                                                      |
| 6 september 2008 | Colombia | 0 – 1                | Uruguay | Estadio El Campín, Bogota Toeschouwers: 35.024 Scheidsrechter: Leonardo Gaciba (BRA) |
| 6 september 2008 |          | 15' Sebastián Eguren |         | Estadio El Campín, Bogota Toeschouwers: 35.024 Scheidsrechter: Leonardo Gaciba (BRA) |

|                   |         |       |         |                                                                                      |
| 10 september 2008 | Uruguay | 0 – 0 | Ecuador | Estadio Centenario, Montevideo Toeschouwers: 45.000 Scheidsrechter: Óscar Ruiz (COL) |
| 10 september 2008 |         |       |         | Estadio Centenario, Montevideo Toeschouwers: 45.000 Scheidsrechter: Óscar Ruiz (COL) |

|                 |                                   |       |                  |                                                                                           |
| 11 oktober 2008 | Argentinië                        | 2 – 1 | Uruguay          | Estadio Monumental, Buenos Aires Toeschouwers: 42.421 Scheidsrechter: Carlos Torres (PAR) |
| 11 oktober 2008 | Lionel Messi 5' Sergio Agüero 12' |       | 39' Diego Lugano | Estadio Monumental, Buenos Aires Toeschouwers: 42.421 Scheidsrechter: Carlos Torres (PAR) |

|                 |                                       |       |                                      |                                                                                           |
| 14 oktober 2008 | Bolivia                               | 2 – 2 | Uruguay                              | Estadio Hernando Siles, La Paz Toeschouwers: 21.075 Scheidsrechter: Héctor Baldassi (ARG) |
| 14 oktober 2008 | Marcelo Moreno 15' Marcelo Moreno 42' |       | 63' Carlos Bueno 88' Sebastián Abreu | Estadio Hernando Siles, La Paz Toeschouwers: 21.075 Scheidsrechter: Héctor Baldassi (ARG) |

|               |                                   |       |          |                                                                                        |
| 28 maart 2009 | Uruguay                           | 2 – 0 | Paraguay | Estadio Centenario, Montevideo Toeschouwers: 45.000 Scheidsrechter: Carlos Simon (BRA) |
| 28 maart 2009 | Diego Forlán 29' Diego Lugano 57' |       |          | Estadio Centenario, Montevideo Toeschouwers: 45.000 Scheidsrechter: Carlos Simon (BRA) |

|              |       |       |         |                                                                                       |
| 1 april 2009 | Chili | 0 – 0 | Uruguay | Estadio Nacional, Santiago Toeschouwers: 55.000 Scheidsrechter: Héctor Baldassi (ARG) |
| 1 april 2009 |       |       |         | Estadio Nacional, Santiago Toeschouwers: 55.000 Scheidsrechter: Héctor Baldassi (ARG) |

|             |         |                                                            |          |                                                                                        |
| 6 juni 2009 | Uruguay | 0 – 4                                                      | Brazilië | Estadio Centenario, Montevideo Toeschouwers: 52.000 Scheidsrechter: Saul Laverni (ARG) |
| 6 juni 2009 |         | 12' Daniel Alves 36' Juan 52' Luís Fabiano 75' (pen.) Kaka |          | Estadio Centenario, Montevideo Toeschouwers: 52.000 Scheidsrechter: Saul Laverni (ARG) |

|              |                                            |       |                                  |                                                                                                 |
| 10 juni 2009 | Venezuela                                  | 2 – 2 | Uruguay                          | Polideportivo Cachamay, Puerto Ordaz Toeschouwers: 37.000 Scheidsrechter: Salvio Fagundes (BRA) |
| 10 juni 2009 | Giancarlo Maldonado 9' José Manuel Rey 75' |       | 60' Luis Suárez 72' Diego Forlán | Polideportivo Cachamay, Puerto Ordaz Toeschouwers: 37.000 Scheidsrechter: Salvio Fagundes (BRA) |

|                  |                    |       |         |                                                                                        |
| 5 september 2009 | Peru               | 1 – 0 | Uruguay | Estadio Monumental "U", Lima Toeschouwers: 15.000 Scheidsrechter: Carlos Chandía (CHI) |
| 5 september 2009 | Hernan Rengifo 86' |       |         | Estadio Monumental "U", Lima Toeschouwers: 15.000 Scheidsrechter: Carlos Chandía (CHI) |

|                  |                                                       |       |                      |                                                                                         |
| 9 september 2009 | Uruguay                                               | 3 – 1 | Colombia             | Estadio Centenario, Montevideo Toeschouwers: 30.000 Scheidsrechter: Carlos Torres (PAR) |
| 9 september 2009 | Luis Suárez 6' Andres Scotti 77' Sebastián Eguren 88' |       | 64' Jackson Martínez | Estadio Centenario, Montevideo Toeschouwers: 30.000 Scheidsrechter: Carlos Torres (PAR) |

|                 |                           |       |                                  |                                                                                              |
| 10 oktober 2009 | Ecuador                   | 1 – 2 | Uruguay                          | Estadio Olímpico Atahualpa, Quito Toeschouwers: 42.700 Scheidsrechter: Salvio Fagundes (BRA) |
| 10 oktober 2009 | Luis Antonio Valencia 67' |       | 69' Luis Suárez 90' Diego Forlán | Estadio Olímpico Atahualpa, Quito Toeschouwers: 42.700 Scheidsrechter: Salvio Fagundes (BRA) |

|                 |         |                   |            |                                                                                           |
| 14 oktober 2009 | Uruguay | 0 – 1             | Argentinië | Estadio Centenario, Montevideo Toeschouwers: 60.000 Scheidsrechter: Carlos Amarilla (PAR) |
| 14 oktober 2009 |         | 84' Mario Bolatti |            | Estadio Centenario, Montevideo Toeschouwers: 60.000 Scheidsrechter: Carlos Amarilla (PAR) |

### Eindstand
| Team       | Wed | W  | G | V  | DV | DT | +/− | Ptn |
| ---------- | --- | -- | - | -- | -- | -- | --- | --- |
| Brazilië   | 18  | 9  | 7 | 2  | 33 | 11 | +22 | 34  |
| Chili      | 18  | 10 | 3 | 5  | 32 | 22 | +10 | 33  |
| Paraguay   | 18  | 10 | 3 | 5  | 24 | 16 | +8  | 33  |
| Argentinië | 18  | 8  | 4 | 6  | 23 | 20 | +3  | 28  |
| Uruguay    | 18  | 6  | 6 | 6  | 28 | 20 | +8  | 24  |
| Ecuador    | 18  | 6  | 5 | 7  | 22 | 26 | –4  | 23  |
| Colombia   | 18  | 6  | 5 | 7  | 14 | 18 | –4  | 23  |
| Venezuela  | 18  | 7  | 4 | 7  | 23 | 29 | –6  | 22  |
| Bolivia    | 18  | 4  | 3 | 11 | 22 | 36 | –14 | 15  |
| Peru       | 18  | 3  | 4 | 11 | 11 | 34 | –23 | 13  |

### Beslissingswedstrijden
|                                    |            |                  |         |                                                                                               |
| 14 november 2009 20:00 uur (UTC−6) | Costa Rica | 0 – 1            | Uruguay | Estadio Ricardo Saprissa, San José Toeschouwers: 19.500 Scheidsrechter: Alberto Undiano (ESP) |
| 14 november 2009 20:00 uur (UTC−6) |            | 21' Diego Lugano |         | Estadio Ricardo Saprissa, San José Toeschouwers: 19.500 Scheidsrechter: Alberto Undiano (ESP) |

|                                    |                     |       |                    |                                                                                           |
| 18 november 2009 21:00 uur (UTC−2) | Uruguay             | 1 – 1 | Costa Rica         | Estadio Centenario, Montevideo Toeschouwers: 62.150 Scheidsrechter: Massimo Busacca (SUI) |
| 18 november 2009 21:00 uur (UTC−2) | Sebastián Abreu 70' |       | 74' Walter Centeno | Estadio Centenario, Montevideo Toeschouwers: 62.150 Scheidsrechter: Massimo Busacca (SUI) |

## Oefeninterlands
Uruguay speelde twee oefeninterlands in de aanloop naar het WK voetbal in Zuid-Afrika.

|                                |                         |       |                                                     |                                                                                   |
| 3 maart 2010 20:15 uur (UTC+1) | Zwitserland             | 1 – 3 | Uruguay                                             | AFG Arena, Sankt Gallen Toeschouwers: 12.500 Scheidsrechter: Nicola Rizzoli (ITA) |
| 3 maart 2010 20:15 uur (UTC+1) | Gökhan Inler 29' (pen.) |       | 35' Diego Forlán 50' Luis Suárez 87' Edinson Cavani | AFG Arena, Sankt Gallen Toeschouwers: 12.500 Scheidsrechter: Nicola Rizzoli (ITA) |

|                               |                                                                             |       |                   |                                                                                         |
| 27 mei 2010 22:30 uur (UTC−2) | Uruguay                                                                     | 4 – 1 | Israël            | Estadio Centenario, Montevideo Toeschouwers: 60.000 Scheidsrechter: Enrique Osses (CHI) |
| 27 mei 2010 22:30 uur (UTC−2) | Diego Forlán 15' Álvaro Pereira 37' Sebastián Abreu 75' Sebastián Abreu 81' |       | 30' Lior Rafaelov | Estadio Centenario, Montevideo Toeschouwers: 60.000 Scheidsrechter: Enrique Osses (CHI) |

## WK-selectie
Op 30 mei 2010 maakte bondscoach Oscar Tabárez zijn WK-selectie bekend.
| Nummer / Naam    | Nummer / Naam           | Club                   | Geboortedatum     | Duels | Goal | Kreeg geel | Kreeg voor de tweede keer geel en dus rood | Weggestuurd |      |
| Doel             | Doel                    | Doel                   | Doel              | Doel  | Doel | Doel       | Doel                                       | Doel        | Doel |
| ---------------- | ----------------------- | ---------------------- | ----------------- | ----- | ---- | ---------- | ------------------------------------------ | ----------- | ---- |
| 1                | Fernando Muslera        | Lazio Roma             | 16 juni 1986      | 7     | 0    | 0          | 0                                          | 0           |      |
| 12               | Juan Guillermo Castillo | Deportivo Cali         | 17 april 1978     | 0     | 0    | 0          | 0                                          | 0           |      |
| 23               | Martín Silva            | Defensor Sporting Club | 25 maart 1983     | 0     | 0    | 0          | 0                                          | 0           |      |
| Verdediging      |                         |                        |                   |       |      |            |                                            |             |      |
| 2                | Diego Lugano            | Fenerbahçe SK          | 2 november 1980   | 6     | 0    | 0          | 0                                          | 1           |      |
| 3                | Diego Godín             | Villarreal CF          | 16 februari 1986  | 5     | 0    | 0          | 0                                          | 0           |      |
| 4                | Jorge Fucile            | FC Porto               | 19 november 1984  | 5     | 0    | 0          | 0                                          | 2           |      |
| 6                | Mauricio Victorino      | Universidad de Chile   | 11 oktober 1982   | 5     | 0    | 0          | 0                                          | 1           |      |
| 16               | Maximiliano Pereira     | Benfica                | 8 juni 1984       | 6     | 1    | 0          | 0                                          | 1           |      |
| 19               | Andrés Scotti           | CSD Colo-Colo          | 14 december 1975  | 2     | 0    | 0          | 0                                          | 0           |      |
| 22               | Martín Cáceres          | Juventus               | 7 april 1987      | 2     | 0    | 0          | 0                                          | 1           |      |
| Middenveld       |                         |                        |                   |       |      |            |                                            |             |      |
| 5                | Walter Gargano          | SSC Napoli             | 27 juli 1984      | 3     | 0    | 0          | 0                                          | 0           |      |
| 8                | Sebastián Eguren        | AIK Solna              | 8 januari 1981    | 1     | 0    | 0          | 0                                          | 0           |      |
| 11               | Álvaro Pereira          | FC Porto               | 28 november 1985  | 6     | 1    | 0          | 0                                          | 0           |      |
| 14               | Nicolás Lodeiro         | Ajax Amsterdam         | 21 maart 1989     | 2     | 0    | 0          | 1                                          | 0           |      |
| 15               | Diego Pérez             | AS Monaco              | 18 mei 1980       | 7     | 0    | 0          | 0                                          | 2           |      |
| 17               | Egidio Arévalo          | CA Peñarol             | 27 september 1982 | 7     | 0    | 0          | 0                                          | 1           |      |
| 18               | Ignacio González        | Valencia CF            | 14 mei 1982       | 1     | 0    | 0          | 0                                          | 0           |      |
| 20               | Álvaro Fernández        | Universidad de Chile   | 11 oktober 1985   | 4     | 0    | 0          | 0                                          | 0           |      |
| Aanval           |                         |                        |                   |       |      |            |                                            |             |      |
| 7                | Edinson Cavani          | US Palermo             | 14 februari 1987  | 6     | 1    | 0          | 0                                          | 0           |      |
| 9                | Luis Suárez             | Ajax Amsterdam         | 24 januari 1987   | 6     | 3    | 1          | 0                                          | 0           |      |
| 10               | Diego Forlán            | Atlético Madrid        | 19 mei 1979       | 7     | 5    | 0          | 0                                          | 0           |      |
| 13               | Sebastián Abreu         | Botafogo FR            | 17 oktober 1976   | 4     | 0    | 0          | 0                                          | 0           |      |
| 21               | Sebastián Fernández     | CA Banfield            | 23 mei 1985       | 2     | 0    | 0          | 0                                          | 0           |      |
| Bondscoach       |                         |                        |                   |       |      |            |                                            |             |      |
| Vlag van Uruguay | Oscar Tabárez           |                        | 3 maart 1947      |       |      |            |                                            |             |      |

## WK-wedstrijden

### Groep A
|                        |                  |       |           |                                                                                  |
| 11 juni 2010 20:30 uur | Uruguay          | 0 – 0 | Frankrijk | Groenpuntstadion, Kaapstad Toeschouwers: 65.000 Scheidsrechter: Yuichi Nishimura |
| 11 juni 2010 20:30 uur | Wedstrijdverslag |       |           | Groenpuntstadion, Kaapstad Toeschouwers: 65.000 Scheidsrechter: Yuichi Nishimura |

|                        |             |                  |                                                               |                                                                                        |
| 16 juni 2010 20:30 uur | Zuid-Afrika | 0 – 3            | Uruguay                                                       | Loftus Versfeld Stadion, Pretoria Toeschouwers: 42.658 Scheidsrechter: Massimo Busacca |
| 16 juni 2010 20:30 uur |             | Wedstrijdverslag | 23' Diego Forlán 80' (pen.) Diego Forlán 90+5' Álvaro Pereira | Loftus Versfeld Stadion, Pretoria Toeschouwers: 42.658 Scheidsrechter: Massimo Busacca |

|                        |        |                  |                 |                                                                                       |
| 22 juni 2010 16:00 uur | Mexico | 0 – 1            | Uruguay         | Royal Bafokeng Stadion, Rustenburg Toeschouwers: 33.425 Scheidsrechter: Viktor Kassai |
| 22 juni 2010 16:00 uur |        | Wedstrijdverslag | 43' Luis Suárez | Royal Bafokeng Stadion, Rustenburg Toeschouwers: 33.425 Scheidsrechter: Viktor Kassai |

### Eindstand
| Land        | Wed | Win | Gel | Ver | DV | DT | +/− | Pnt |
| ----------- | --- | --- | --- | --- | -- | -- | --- | --- |
| Uruguay     | 3   | 2   | 1   | 0   | 4  | 0  | 3   | 7   |
| Mexico      | 3   | 1   | 1   | 1   | 3  | 2  | 1   | 4   |
| Zuid-Afrika | 3   | 1   | 1   | 1   | 3  | 5  | −2  | 4   |
| Frankrijk   | 3   | 0   | 1   | 2   | 1  | 5  | −4  | 1   |

### Achtste finale
|                        |                                |                  |                    |                                                                                                |
| 26 juni 2010 16:00 uur | Uruguay                        | 2 – 1            | Zuid-Korea         | Nelson Mandelabaai Stadion, Port Elizabeth Toeschouwers: 30.597 Scheidsrechter: Wolfgang Stark |
| 26 juni 2010 16:00 uur | Luis Suárez 8' Luis Suárez 80' | Wedstrijdverslag | 68' Lee Chung-yong | Nelson Mandelabaai Stadion, Port Elizabeth Toeschouwers: 30.597 Scheidsrechter: Wolfgang Stark |

### Kwartfinale
|                       |                  |                  |                      |                                                                                     |
| 2 juli 2010 20:30 uur | Uruguay          | 1 – 1            | Ghana                | Soccer City, Johannesburg Toeschouwers: 84.017 Scheidsrechter: Olegário Benquerença |
| 2 juli 2010 20:30 uur | Diego Forlán 55' | Wedstrijdverslag | 45+2' Sulley Muntari | Soccer City, Johannesburg Toeschouwers: 84.017 Scheidsrechter: Olegário Benquerença |

|                                                                                   |       | strafschoppen                                           |  |
| Diego Forlán Mauricio Victorino Andrés Scotti Maximiliano Pereira Sebastián Abreu | 4 – 2 | Asamoah Gyan Stephen Appiah John Mensah Dominic Adiyiah |  |

### Halve finale
|                       |                                            |                    |                                                                   |                                                                                 |
| 6 juli 2010 20:30 uur | Uruguay                                    | 2 – 3              | Nederland                                                         | Groenpuntstadion, Kaapstad Toeschouwers: 62.479 Scheidsrechter: Ravshan Irmatov |
| 6 juli 2010 20:30 uur | Diego Forlán 41' Maximiliano Pereira 90+2' | (Wedstrijdverslag) | 18' Giovanni van Bronckhorst 70' Wesley Sneijder 73' Arjen Robben | Groenpuntstadion, Kaapstad Toeschouwers: 62.479 Scheidsrechter: Ravshan Irmatov |

### Troostfinale
|                        |                                     |                  |                                                       |                                                                                                  |
| 10 juli 2010 20:30 uur | Uruguay                             | 2 – 3            | Duitsland                                             | Nelson Mandelabaai Stadion, Port Elizabeth Toeschouwers: 36.254 Scheidsrechter: Benito Archundia |
| 10 juli 2010 20:30 uur | Edinson Cavani 28' Diego Forlán 51' | Wedstrijdverslag | 19' Thomas Müller 56' Marcell Jansen 82' Sami Khedira | Nelson Mandelabaai Stadion, Port Elizabeth Toeschouwers: 36.254 Scheidsrechter: Benito Archundia |

## Topscorers
- 1. Diego Forlán: 5 doelpunten
- 2. Luis Suárez: 3 doelpunten
- 3. Edinson Cavani: 1 doelpunt
- 4. Alvaro Pereira: 1 doelpunt
- 5. Maxi Pereira: 1 doelpunt

AUF · A-internationals · Selecties · Bondscoaches · Uruguayaans vrouwenelftal · Olympisch elftal · Uruguay U21 · Uruguay U20 · Uruguay U19 · Uruguay U18 · Uruguay U17
1900 – 1909 ·
1910 – 1919 ·
1920 – 1929 ·
1930 – 1939 ·
1940 – 1949 ·
1950 – 1959 ·
1960 – 1969 ·
1970 – 1979 ·
1980 – 1989 ·
1990 – 1999 ·
2000 – 2009 ·
2010 – 2019 ·
2020 – 2029
WK 1930 · 
WK 1950 · 
WK 1954 · 
WK 1962 · 
WK 1966 · 
WK 1970 ·
WK 1974 · 
WK 1986 · 
WK 1990 · 
WK 2002 · 
WK 2010 · 
WK 2014 · 
WK 2018
OS 1924 · 
OS 1928 ·
OS 2012
1902 · 
1903 · 
1904 · 
1905 · 
1906 · 
1907 · 
1908 · 
1909 ·
1910 · 
1911 · 
1912 · 
1913 · 
1914 · 
1915 · 
1916 · 
1917 · 
1918 · 
1919 ·
1920 · 
1921 · 
1922 · 
1923 · 
1924 · 
1925 · 
1926 · 
1927 · 
1928 · 
1929 ·
1930 · 
1931 · 
1932 · 
1933 · 
1934 · 
1935 · 
1936 · 
1937 · 
1938 · 
1939 ·
1940 · 
1941 · 
1942 · 
1943 · 
1944 · 
1945 · 
1946 · 
1947 · 
1948 · 
1949 ·
1950 · 
1951 · 
1952 · 
1953 · 
1954 · 
1955 · 
1956 · 
1957 · 
1958 · 
1959 ·
1960 · 
1961 · 
1962 · 
1963 · 
1964 · 
1965 · 
1966 · 
1967 · 
1968 · 
1969 ·
1970 · 
1971 · 
1972 · 
1973 · 
1974 · 
1975 · 
1976 · 
1977 · 
1978 · 
1979 ·
1980 · 
1981 · 
1982 · 
1983 · 
1984 · 
1985 · 
1986 · 
1987 · 
1988 · 
1989 ·
1990 ·
1991 · 
1992 · 
1993 · 
1994 · 
1995 · 
1996 · 
1997 · 
1998 · 
1999 · 
2000 · 
2001 · 
2002 · 
2003 · 
2004 · 
2005 · 
2006 · 
2007 · 
2008 · 
2009 · 
2010 · 
2011 · 
2012 · 
2013 · 
2014 · 
2015 · 
2016 ·
2017 ·
2018 ·
2019 ·
2020 ·
2021 ·
2022 ·
2023 ·
2024
Algerije ·
Angola ·
Argentinië ·
Australië ·
België ·
Bolivia ·
Brazilië ·
Bulgarije ·
Canada ·
Chili ·
China ·
Colombia ·
Costa Rica ·
Cuba ·
DDR ·
Denemarken ·
Duitsland ·
Ecuador ·
Egypte ·
Engeland ·
Estland ·
 Finland ·
Frankrijk ·
Georgië ·
Ghana ·
Guatemala ·
Haïti ·
Honduras ·
Hongarije ·
Ierland ·
India ·
Indonesië ·
Irak ·
Iran ·
Israël ·
Italië ·
Ivoorkust ·
Jamaica ·
Japan ·
Joegoslavië ·
Jordanië ·
Libië ·
Luxemburg ·
Maleisië ·
Mexico ·
Marokko ·
Nederland ·
Nicaragua ·
Nieuw-Zeeland ·
Nigeria ·
Noord-Ierland ·
Noorwegen ·
Oekraïne ·
Oezbekistan ·
Oman ·
Oostenrijk ·
Panama ·
Paraguay ·
Peru ·
Polen ·
Portugal ·
Roemenië ·
Rusland ·
Saarland ·
Saoedi-Arabië ·
Schotland ·
Senegal ·
Servië & Montenegro ·
Singapore ·
Slovenië ·
Sovjet-Unie ·
Spanje ·
Tahiti ·
Thailand ·
Trinidad en Tobago · 
Tsjechië ·
Tsjecho-Slowakije ·
Tunesië · 
Turkije ·
Venezuela ·
Verenigde Arabische Emiraten ·
Verenigde Staten ·
Wales ·
Zuid-Afrika ·
Zuid-Korea ·
Zweden ·
Zwitserland
Argentinië (1986) ·
België (1990) ·
Brazilië (1950) · 
Colombia (2014) ·
Costa Rica (2014) ·
Denemarken (1986) ·
Denemarken (2002) ·
Duitsland (2010) ·
Egypte (2018) ·
Engeland (2014) ·
Frankrijk (2002) ·
Frankrijk (2010) ·
Frankrijk (2018) ·
Ghana (2010) ·
Italië (1990) ·
Italië (2014) ·
Mexico (2010) ·
Nederland (1974) ·
Nederland (2010) ·
Portugal (2018) ·
Rusland (2018) ·
Saoedi-Arabië (2018) ·
Schotland (1986) ·
Senegal (2002) ·
Spanje (1990) ·
West-Duitsland (1986) ·
Zuid-Afrika (2010) ·
Zuid-Korea (1990) ·
Zuid-Korea (2010)